# Nonagria leucaneura
Nonagria leucaneura là một loài bướm đêm trong họ Noctuidae.